# 甲斐睦朗
甲斐 睦朗（かい むつろう、1939年 - ）は、日本の国語学者・国語教育学者。国立国語研究所名誉所員。

## 人物
1961年広島大学教育学部高等学校国語教育科卒業。1973年神戸大学大学院博士課程満期退学、愛知教育大学講師、1974年助教授、1980年教授、1990年国立国語研究所言語教育研究部長、1992年同日本語教育センター長、1998年国立国語研究所所長、2005年京都橘大学教授。2010年退職、国立国語研究所名誉所員。
2009年4月瑞宝中綬章受章。

## 著書
- 『源氏物語の文章と表現』桜楓社 1980
- 『文学教材の読み方と実際』明治図書出版 1996
- 『わかむらさき - 源氏物語の源流を求めて』明治書院 1998
- 『読み解き源氏物語 - 桐壺巻の光と影』明治書院 2009
- 『終戦直後の国語国字問題』明治書院 2011
- 『読み解き源氏物語 - 若菜巻における女三の宮降嫁の波紋』明治書院 2013

### 共編著
- 『小学校文学教材の分析と授業 - 国語科授業の新展開37』編著 明治図書出版 1987
- 『中学校文学教材の分析と授業 - 国語科授業の新展開48』編著 明治図書出版 1988
- 『語句に着目した読み方指導』全10巻 編　明治図書出版 1991
- 『改訂小学校学習指導要領の展開 国語科編』小森茂共編著 明治図書出版 1999
- 『言語力を育成する学校』輿水かおり共編 教育開発研究所 2009
- 『「言語力」を育てる授業づくり 新学習指導要領対応 小／中学校』梶田叡一共編著 図書文化社 2009
- 『「日本語学」特集テーマ別ファイル』普及版　宮地裕共編 明治書院 2008-2011

### 監修書
- 『言葉』保育出版社、1995年
- 『明治書院精選国語辞典』新訂版、宮地裕との共同監修、明治書院、1998年
- 『高校国語教育 - 21世紀の新方向』田中孝一との共同監修、明治書院、1999年
- 『小学新国語辞典』光村教育図書、2002年、2010年（改訂版）
- 『日本語あれこれ事典』宮地裕との共同監修、明治書院、2004年
- 『ことばの力を身につけるおもしろ体験ワーク』低学年編・中学年編・高学年編・中学校編、明治図書出版、2005年
- 『懐かしんで書く日本の名作』講談社、2006年
- 『声に出して書く日本の詩歌』講談社、2006年
- 『小学新漢字辞典』光村教育図書、2007年、2010年（改訂版）

## 参考
- J-GLOBAL
- ReaD & Researchmap
- 講演 私の国語教育研究の歩み[含 甲斐睦朗先生の主な「年譜・研究目録」甲斐陸朗「国語教育史研究」2007